# 村上征勝
村上 征勝（むらかみ まさかつ、1945年5月6日 - ）は、日本の計量文献学者。統計数理研究所名誉教授、前同志社大学教授。専門は人文社会科学領域のデータ解析。

## 来歴
中華人民共和国・南京市生まれ。1968年北海道大学工学部精密工学科卒、1974年同大学院工学研究科博士課程満期退学。1973年スタンフォード大学統計学修士課程修了。1977年「統計的決定問題における残念度-安心度比基準とその応用」で北大工学博士。1974年文部省統計数理研究所研究員、82年同助教授、89‐94年総合研究大学院大学助教授兼任、92年中国人民大学名誉客員教授（称号）、94年数理研・総研大教授。2004年同志社大学文化情報学部教授。2016年定年退職。

## 著書
- 『工業統計学』朝倉書店 統計ライブラリー　1985
- 『真贋の科学 計量文献学入門』朝倉書店 行動計量学シリーズ 1994
- 『文化を計る 文化計量学序説』朝倉書店 シリーズ<データの科学> 2002
- 『シェークスピアは誰ですか? 計量文献学の世界』文春新書 2004

### 共編著
- 『パソコンによるデータ解析』田村義保共編 朝倉書店 統計科学選書 1988
- 『講座人文科学研究のための情報処理 第5巻 (数量的分析編)』及川昭文監修 金明哲共著 尚学社 1998
- 『文化情報学入門』編 勉誠出版 文化情報学ライブラリ 2006
- 『データサイエンス入門』鄭躍軍, 金明哲共著 勉誠出版 文化情報学ライブラリ 2007
- 『計量文献学の射程』金明哲, 土山玄, 上阪彩香共著 勉誠出版 2016

### 翻訳
- M.K.ジョンソン, R.M.リーバート『統計の基礎 考え方と使い方』西平重喜共訳 サイエンス社 サイエンスライブラリ統計学 1978
- フェアレー, モステラー共編『政策の統計学 行政・教育,医療,裁判における統計分析』馬場康維,中島詞子共訳 翔人社 1990

## 参考
- ISBN 978-4-254-12729-4
- 同志社大学